# Теракт в Пешаваре 28 октября 2009 года
Террористи́ческий акт в Пешава́ре (28 октября 2009 года) — одна из крупнейших террористических атак, произошедших в Пакистане.
В среду, 28 октября 2009 года, на оживленном и многолюдном базаре города Пешавара (Северо-западная приграничная провинция (СЗПП) Пакистана) прогремел сильный взрыв. Взрывное устройство высокой мощности было установлено в автомобиле припаркованном неподалёку от городского рынка и, по всей видимости, приведено в действие дистанционно.
В результате этого теракта погибли более 90 человек, более полутораста были ранены при взрыве. Большинство погибших и пострадавших — женщины и дети.
Ряд СМИ утверждают, что взрыв в Пешаваре может быть связан с официальным визитом госсекретаря США Хиллари Клинтон, прибывшей в этот день в Пакистан. Однако, следует помнить, что Пешавар — административный центр СЗПП, в составе которой находится и территория, неофициально именуемая «Зоной племен» (расположена вдоль границы с Афганистаном). Немалое число мусульманских боевиков из группировок «Аль-Каида» и «Талибан» нашли там пристанище, и далеко не все из них сложили оружие. В этот же день в столице близлежащего государства городе Кабуле талибы совершили нападение на сотрудников ООН, прибывших в Афганистан в качестве наблюдателей за президентскими выборами. Учитывая совпадение по времени и принадлежность исполнителей к одним и тем же исламистским террористическим организациям, нельзя исключать, что эти теракты — фрагменты одной террористической атаки.